# Master i militære studier
Master i Militære Studier (MMS) er en uddannelse der udbydes af forsvarsakademiet .
 Der er for få eller ingen kildehenvisninger i denne artikel, hvilket er et problem. Du kan hjælpe ved at angive troværdige kilder til de påstande, som fremføres i artiklen.